# وزارة التعليم والجامعات والأبحاث (إيطاليا)
وزارة التعليم والجامعات والأبحاث (بالإيطالية: Ministero dell'Istruzione, dell'Università e della Ricerca)‏ أو (MIUR ) هي وزارة في الحكومة الإيطالية لنظام التعليم الوطني والجامعات الإيطالية ووكالات البحوث في إيطاليا. وزير التعليم العام الإيطالي الحالي هو جوزيبي فالديتارا ووزيرة الجامعات والأبحاث الإيطالية هي آنا ماريا بيرنيني .